# Rajeshwari Gayakwad
Rajeshwari Gayakwad (* 1. Juni 1991 in Bijapur, Indien) ist eine indische Cricketspielerin die seit 2014 für die indische Nationalmannschaft spielt.

## Kindheit und Ausbildung
Gayakwad wuchs in Bijapur auf und interessierte sich zunächst für Diskus- und Speerwurf. So kam sie erst spät auf Betreiben von ihrem Vater zum Cricket.

## Aktive Karriere
Ihr Debüt im internationalen Cricket gab sie im Januar 2014 bei der Tour gegen Sri Lanka. In ihrem ersten WODI erzielte sie 2 Wickets für 11 Runs und ihrem ersten WTwenty20 3 Wickets für 24 Runs. Im August 2014 spielte sie auf der Tour in England und konnte dort im zweiten WODI 4 Wickets für 42 Runs erzielen. Auf der Tour gegen Südafrika im November 2014 gab sie ihr Debüt im WTest und erzielte dabei 4 Wickets für 54 Runs im ersten Innings. Im Juli 2015 auf der Tour gegen Neuseeland konnte sie im dritten WTwenty20 3 Wickets für 17 Runs erzielen. Sie wurde für den ICC Women’s World Twenty20 2016 nominiert, konnte dort jedoch keinen großen Einfluss nehmen.
Im November 2016 traf sie mit der indischen Mannschaft auf die West Indies. Im ersten WODI der Serie konnte sie 4 Wickets für 34 Runs beitragen und so die Grundlage für den Sieg legen. Im dritten WODI gelang ihr vergleichbares, als sie 4 Wickets für 34 Runs erzielte. Beim im darauf folgenden Februar stattfindenden Women’s Cricket World Cup Qualifier 2017 war ihre beste Leistung 3 Wickets für 51 Runs im Finale gegen Südafrika, wobei sie durch ihr Batting im letzten Over und dem Verhindern ihres Ausscheidens als letzte Batterin den Sieg ermöglichte. Beim Vier-Nationen-Turnier in Südafrika erzielte sie im Spiel gegen Irland 4 Wickets für 18 Runs. Dieses Turnier diente als Vorbereitung zum Women’s Cricket World Cup 2017 in England im Sommer 2017. Dort hatte sie zunächst hinter Ekta Bisht zurückstehen müssen und kam erst im siebten Spiel gegen Neuseeland zu ihrem ersten Einsatz. Dabei gelang ihr ihr erstes 5-for, als sie 5 Wickets für 15 Runs erzielte und so Neuseeland eine hohe Niederlage zufügte. Von da an spielte sie auch die beiden verbliebenen Spiele und konnte im Halbfinale und Finale jeweils ein Wicket beitragen.
Im Februar 2018 auf der Tour in Südafrika gelangen ihr 3 Wickets für 26 Runs im fünften WTwenty20 der Serie. In einem Drei-Nationen-Turnier in Australien im Februar 2020 erzielte sie gegen England 3 Wickets für 23 Runs. Im März 2021 auf der Tour gegen Südafrika konnte sie 3 Wickets für 37 Runs im zweiten WODI und 3 Wickets für 13 Runs im fünften Spiel der Serie. Zudem konnte sie im dritten Spiel der WTwenty20-Serie der Tour mit 3 Wickets für 9 Runs den Sieg im Spiel sichern und wurde als Spielerin des Spiels ausgezeichnet. Auf der Tour in Australien im Herbst 2021 spielte sie ihren zweiten WTest, wobei sie keine Wickets erzielen konnte. Im zweiten WTwenty20 der Serie gelangen ihr jedoch 3 Wickets für 21 Runs. Sie war dann im Team für den Women’s Cricket World Cup 2022, bei dem ihre beste Leistung gegen Pakistan erfolgte, gegen die ihr 4 Wickets für 31 Runs gelangen. Im Juli darauf folgte bei der Tour in Sri Lanka im dritten WODI 3 Wickets für 36 Runs. Für die Women’s Premier League 2023 erzielte sie beim Draft 4 Millionen Rupees von den UP Warriorz erworben. Auch beim ICC Women’s T20 World Cup 2023 war sie im indischen Team, konnte jedoch nicht herausragen.